# NFL 1970
Die NFL-Saison 1970 war die 51. Saison im American Football in der National Football League (NFL). Es war die erste NFL-Saison nach dem Zusammenschluss der American Football League (AFL) und National Football League (NFL). Die Regular Season begann am 18. September 1970 und endete am 20. Dezember 1970. Die Saison endete mit dem Pro Bowl am 24. Januar 1971 im L.A. Coliseum in Los Angeles, Kalifornien.

## Geschichte

### Liganeuordnung
Zum Zeitpunkt der Fusion spielten in der NFL 16 Mannschaften und in der AFL 10. Aus den beiden Ligen wurden zwei Conferences gebildet. Aus der NFL entstand die National Football Conference (NFC) und aus der AFL die American Football Conference (AFC). Um das Ungleichgewicht bei der Anzahl der Mannschaften zu beseitigten, wechselten die früheren NFL-Teams Baltimore Colts, Cleveland Browns und Pittsburgh Steelers in die AFC.
Die Conferences wurden in drei Division geteilt. Die East Divisions bestanden aus fünf Teams während die Central- und West-Division jeweils aus vier Teams bestanden.
Dabei wurden die beiden Divisions der Eastern Conference der NFL zusammengelegt und zur NFC East. Die New Orleans Saints wechselten in die neue NFC West. Diese wurde aus der Coastal Division der Western Conference gebildet. Die bisherige Central Division wurde zur NFC Central Division umbenannt.
In der AFC wurde die East Division aus der früheren Eastern Division der AFL gebildet. Neu hinzu kamen die Baltimore Colts aus der NFL, während die Houston Oilers in die Central Division wechselten. Die AFC West wurde aus den Mannschaften der Western Division der AFL gebildet. Die Cincinnati Bengals wechselten in die Central Division. Diese bestand zusätzlich aus den beiden früheren NFL-Teams der Cleveland Browns und der Pittsburgh Steelers.
Ziel war es ausgeglichene Divisions zu erreichen und nicht die Mannschaften geografisch zu ordnen.

### Fernsehübertragung
Ab dem 21. September 1970 wurden regelmäßig im Rahmen von Monday Night Football in der Fernseh-Hauptsendezeit ein NFL-Spiel übertragen.

## Regular Season
| AFC East        | AFC East | AFC East | AFC East | AFC East | AFC East | AFC East |
| Team            | S        | N        | U        | SQ 1     | P+       | P−       |
| --------------- | -------- | -------- | -------- | -------- | -------- | -------- |
| Baltimore Colts | 11       | 2        | 1        | 0,846    | 321      | 234      |
| Miami Dolphins  | 10       | 4        | 0        | 0,714    | 297      | 228      |
| New York Jets   | 4        | 10       | 0        | 0,286    | 255      | 286      |
| Buffalo Bills   | 3        | 10       | 1        | 0,231    | 204      | 337      |
| Boston Patriots | 2        | 12       | 0        | 0,143    | 149      | 361      |

| NFC East            | NFC East | NFC East | NFC East | NFC East | NFC East | NFC East |
| Team                | S        | N        | U        | SQ 1     | P+       | P−       |
| ------------------- | -------- | -------- | -------- | -------- | -------- | -------- |
| Dallas Cowboys      | 10       | 4        | 0        | 0,714    | 299      | 221      |
| New York Giants     | 9        | 5        | 0        | 0,643    | 301      | 270      |
| St. Louis Cardinals | 8        | 5        | 1        | 0,615    | 325      | 228      |
| Washington Redskins | 6        | 8        | 0        | 0,429    | 297      | 314      |
| Philadelphia Eagles | 3        | 10       | 1        | 0,231    | 241      | 332      |

| AFC Central         | AFC Central | AFC Central | AFC Central | AFC Central | AFC Central | AFC Central |
| Team                | S           | N           | U           | SQ 1        | P+          | P−          |
| ------------------- | ----------- | ----------- | ----------- | ----------- | ----------- | ----------- |
| Cincinnati Bengals  | 8           | 6           | 0           | 0,571       | 312         | 255         |
| Cleveland Browns    | 7           | 7           | 0           | 0,500       | 286         | 265         |
| Pittsburgh Steelers | 5           | 9           | 0           | 0,357       | 210         | 272         |
| Houston Oilers      | 3           | 10          | 1           | 0,231       | 217         | 352         |

| NFC Central       | NFC Central | NFC Central | NFC Central | NFC Central | NFC Central | NFC Central |
| Team              | S           | N           | U           | SQ          | P+          | P−          |
| ----------------- | ----------- | ----------- | ----------- | ----------- | ----------- | ----------- |
| Minnesota Vikings | 12          | 2           | 0           | 0,857       | 335         | 143         |
| Detroit Lions     | 10          | 4           | 0           | 0,714       | 347         | 202         |
| Green Bay Packers | 6           | 8           | 0           | 0,429       | 196         | 293         |
| Chicago Bears     | 6           | 8           | 0           | 0,429       | 256         | 261         |

| AFC West           | AFC West | AFC West | AFC West | AFC West | AFC West | AFC West |
| Team               | S        | N        | U        | SQ 1     | P+       | P−       |
| ------------------ | -------- | -------- | -------- | -------- | -------- | -------- |
| Oakland Raiders    | 8        | 4        | 2        | 0,667    | 300      | 293      |
| Kansas City Chiefs | 7        | 5        | 2        | 0,583    | 272      | 244      |
| San Diego Chargers | 5        | 6        | 3        | 0,455    | 282      | 278      |
| Denver Broncos     | 5        | 8        | 1        | 0,385    | 253      | 264      |

| NFC West            | NFC West | NFC West | NFC West | NFC West | NFC West | NFC West |
| Team                | S        | N        | U        | SQ 1     | P+       | P−       |
| ------------------- | -------- | -------- | -------- | -------- | -------- | -------- |
| San Francisco 49ers | 10       | 3        | 1        | 0,769    | 352      | 267      |
| Los Angeles Rams    | 9        | 4        | 1        | 0,692    | 325      | 202      |
| Atlanta Falcons     | 4        | 8        | 2        | 0,333    | 206      | 261      |
| New Orleans Saints  | 2        | 11       | 1        | 0,154    | 172      | 347      |

 Divisionssieger 0
 Wildcard

Quelle: pro-football-reference.com

## Play-offs
Mit der Neuordnung der Liga wurde auch ein neues Play-off-System eingeführt. In jeder Conference qualifizierten sich die drei Divisionssieger sowie ein Wildcard-Team – das beste der übrigen Teams. Dadurch gab es in der ersten Runde, den Divisional Playoffs, in jeder Conference ein Duell zwischen zwei Divisionssiegern. Der Sieger dieser Partie hatte dann im Conference Championship Game Heimrecht. Die Ansetzung der Paarungen erfolgte dabei nach dem Rotationsprinzip. Der Divisionssieger, der auswärts antreten musste, trat im nächsten Jahr zuhause gegen das Wildcard-Team an und im darauffolgenden Jahr hatte er Heimrecht beim Duell der Divisionssieger. Hierbei gab es die Einschränkung, dass keine zwei Teams einer Division in der ersten Runde aufeinander treffen durften. Um dies zu verhindern wurden die Gegner der beiden Heimteams getauscht.
Die Regelung mit dem Gegnertausch griff gleich in der ersten Saison. Die Minnesota Vikings, Sieger der NFC Central, wären in den Divisional Playoffs planmäßig auf das Wildcard-Team getroffen. Da sich mit den Detroit Lions ein Team aus derselben Division qualifizierte, reisten stattdessen die 49ers zu den Vikings und die Lions traten bei den Dallas Cowboys an.
|  | Divisional Playoffs                 | Divisional Playoffs          | Divisional Playoffs |                                |                     | Conf. Championship Games | Conf. Championship Games | Conf. Championship Games |  |  | Super Bowl V | Super Bowl V | Super Bowl V |
|  |                                     |                              |                     |                                |                     |                          |                          |                          |  |  |              |              |              |
|  | 27. Dezember – Metropolitan Stadium |                              |                     |                                |                     |                          |                          |                          |  |  |              |              |              |
|  |                                     |                              |                     |                                |                     |                          |                          |                          |  |  |              |              |              |
|  | C                                   | Minnesota Vikings            | 14                  |                                |                     |                          |                          |                          |  |  |              |              |              |
|  | C                                   | Minnesota Vikings            | 14                  | 3. Januar – Kezar Stadium      |                     |                          |                          |                          |  |  |              |              |              |
|  | W                                   | San Francisco 49ers          | 17                  |                                |                     |                          |                          |                          |  |  |              |              |              |
|  | W                                   | San Francisco 49ers          | 17                  | W                              | San Francisco 49ers | 10                       |                          |                          |  |  |              |              |              |
|  | 26. Dezember – Cotton Bowl          |                              |                     | W                              | San Francisco 49ers | 10                       |                          |                          |  |  |              |              |              |
|  |                                     | E                            | Dallas Cowboys      | 17                             |                     |                          |                          |                          |  |  |              |              |              |
|  | E                                   | E                            | Dallas Cowboys      | 17                             | Dallas Cowboys      | 5                        |                          |                          |  |  |              |              |              |
|  | E                                   |                              |                     | 17. Januar – Miami Orange Bowl | Dallas Cowboys      | 5                        |                          |                          |  |  |              |              |              |
|  | WC                                  | Detroit Lions                | 0                   |                                |                     |                          |                          |                          |  |  |              |              |              |
|  | WC                                  | Detroit Lions                | 0                   | N                              | Dallas Cowboys      | 13                       |                          |                          |  |  |              |              |              |
|  | 26. Dezember – Memorial Stadium     |                              |                     | N                              | Dallas Cowboys      | 13                       |                          |                          |  |  |              |              |              |
|  |                                     | A                            | Baltimore Colts     | 16                             |                     |                          |                          |                          |  |  |              |              |              |
|  | E                                   | A                            | Baltimore Colts     | 16                             | Baltimore Colts     | 17                       |                          |                          |  |  |              |              |              |
|  | E                                   | 3. Januar – Memorial Stadium |                     |                                | Baltimore Colts     | 17                       |                          |                          |  |  |              |              |              |
|  | C                                   | Cincinnati Bengals           | 0                   |                                |                     |                          |                          |                          |  |  |              |              |              |
|  | C                                   | Cincinnati Bengals           | 0                   | E                              | Baltimore Colts     | 27                       |                          |                          |  |  |              |              |              |
|  | 27. Dezember – Oakland Coliseum     |                              |                     | E                              | Baltimore Colts     | 27                       |                          |                          |  |  |              |              |              |
|  |                                     | W                            | Oakland Raiders     | 17                             |                     |                          |                          |                          |  |  |              |              |              |
|  | W                                   | W                            | Oakland Raiders     | 17                             | Oakland Raiders     | 21                       |                          |                          |  |  |              |              |              |
|  | W                                   |                              |                     |                                | Oakland Raiders     | 21                       |                          |                          |  |  |              |              |              |
|  | WC                                  | Miami Dolphins               | 14                  |                                |                     |                          |                          |                          |  |  |              |              |              |
|  | WC                                  | Miami Dolphins               | 14                  |                                |                     |                          |                          |                          |  |  |              |              |              |

## Super Bowl V
Der 5. Super Bowl fand am 17. Januar 1971 im Miami Orange Bowl in Miami, Florida statt. Im Finale trafen die Baltimore Colts auf die Dallas Cowboys, die Baltimore Colts gewannen ihren ersten Super Bowl.

## Auszeichnungen
| Most Valuable Player            | John Brodie, Quarterback, San Francisco 49ers |
| Coach of the Year               | Paul Brown, Cincinnati Bengals                |
| Offensive Rookie of the Year    | Dennis Shaw, Quarterback, Buffalo Bills       |
| Defensive Rookie of the Year    | Bruce Taylor, Cornerback, San Francisco 49ers |
| Man of the Year                 | Johnny Unitas, Quarterback, Baltimore Colts   |
| Super Bowl Most Valuable Player | Chuck Howley, Linebacker, Dallas Cowboys      |